# هرمان برندس
هرمان یوهان هاینریش برندس (به آلمانی: Hermann Behrends) (۱۱ می ۱۹۰۷–۴ دسامبر ۱۹۴۸) یک نظامی بلندپایه آلمانی در دوره رایش سوم بود.